# San Martín-tó
A két ország területére átnyúló, Chilében O’Higgins-tónak, Argentínában San Martín-tónak nevezett állóvíz az amerikai földrész legmélyebb tava: mélysége 836 méter. Két nevét José de San Martín illetve Bernardo O’Higgins 19. századi függetlenségi hősökről kapta.

## Földrajz
A tó Argentína és Chile határán, az Andok keleti oldalán helyezkedik el a Viedma-tótól északra. Közigazgatásilag Chile Aysén régiójának Capitán Prat tartományához és Argentína Santa Cruz tartományának Lago Argentino megyéjéhez tartozik. Valamivel több mint 1000 km²-es területének 45%-a Argentínához, 55%-a Chiléhez tartozik. Alakja a hegyvidék völgyei miatt ágas-bogas, nyúlványos, legnagyobb hosszúsága csaknem 100 km. Nyolc fő ágának neve: Argentínában Chacabuco, Maipú, De la Lancha, Del Depósito és Cancha Rayada, a két ország határán Norte Oriental, valamint Chilében Oeste és Noroeste. Fő tápláló vizei a gleccserek (például az O’Higgins-gleccser) mellett északon a Caracoles, a Fósiles és az El Bolsón, délen a Macía, a Grande, a Del Diablo, az Elena, a Grande és a Manuel de Rosas. Keleten összeköttetésben áll a Tar-tóval. Vizét a Pascua folyó vezeti le a Csendes-óceánba.
A hajózás a kedvezőtlen széljárás miatt veszélyes: 1899-ben Clemente Onelli felfedező azt írta, hogy szerinte a déli tavak közül ez az, ahol a leggyakoribbak a legkülönbözőbb irányú széllökések. A chilei oldalon viszont vannak olyan helyek, ahol a turistahajók kényelmesen közlekedhetnek.

## Képek

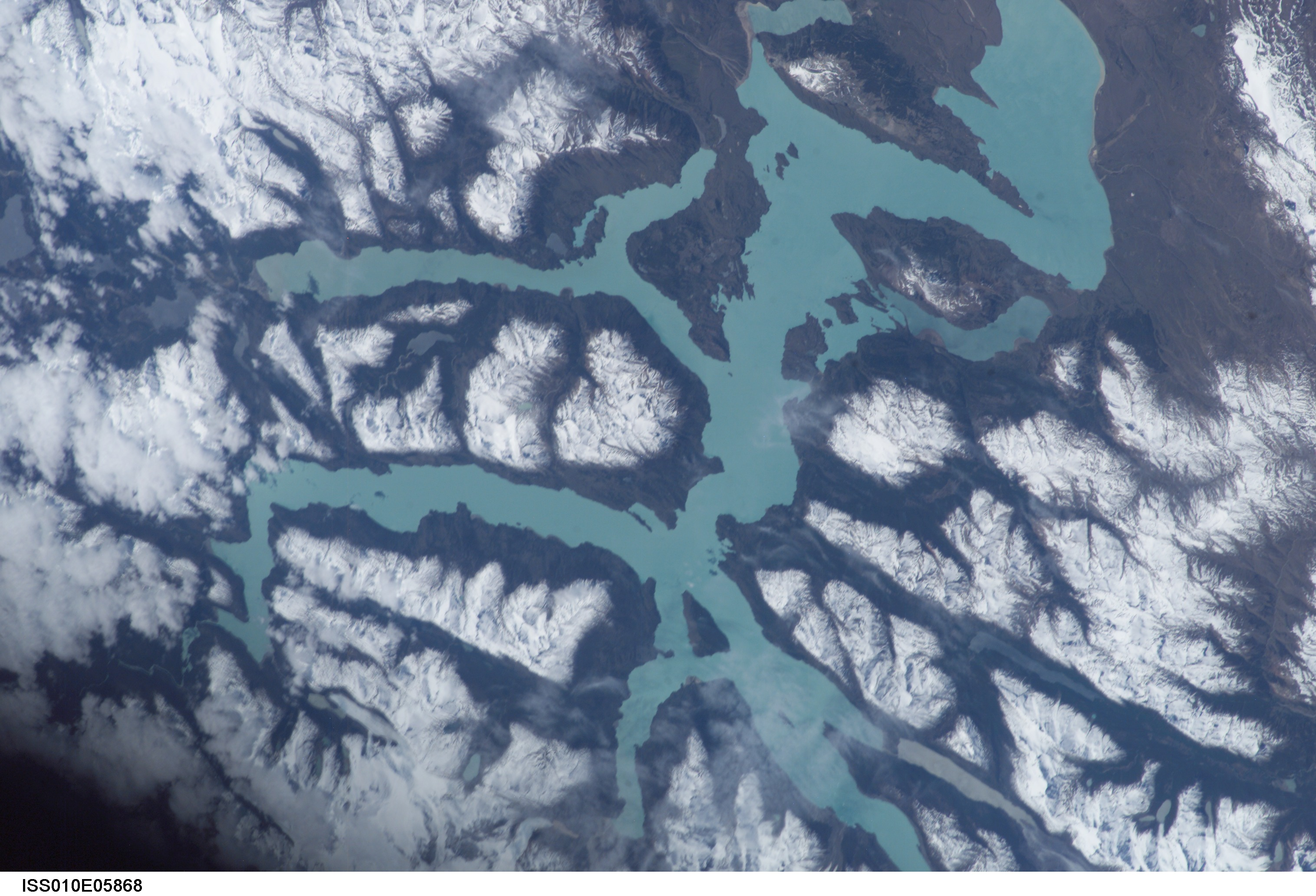
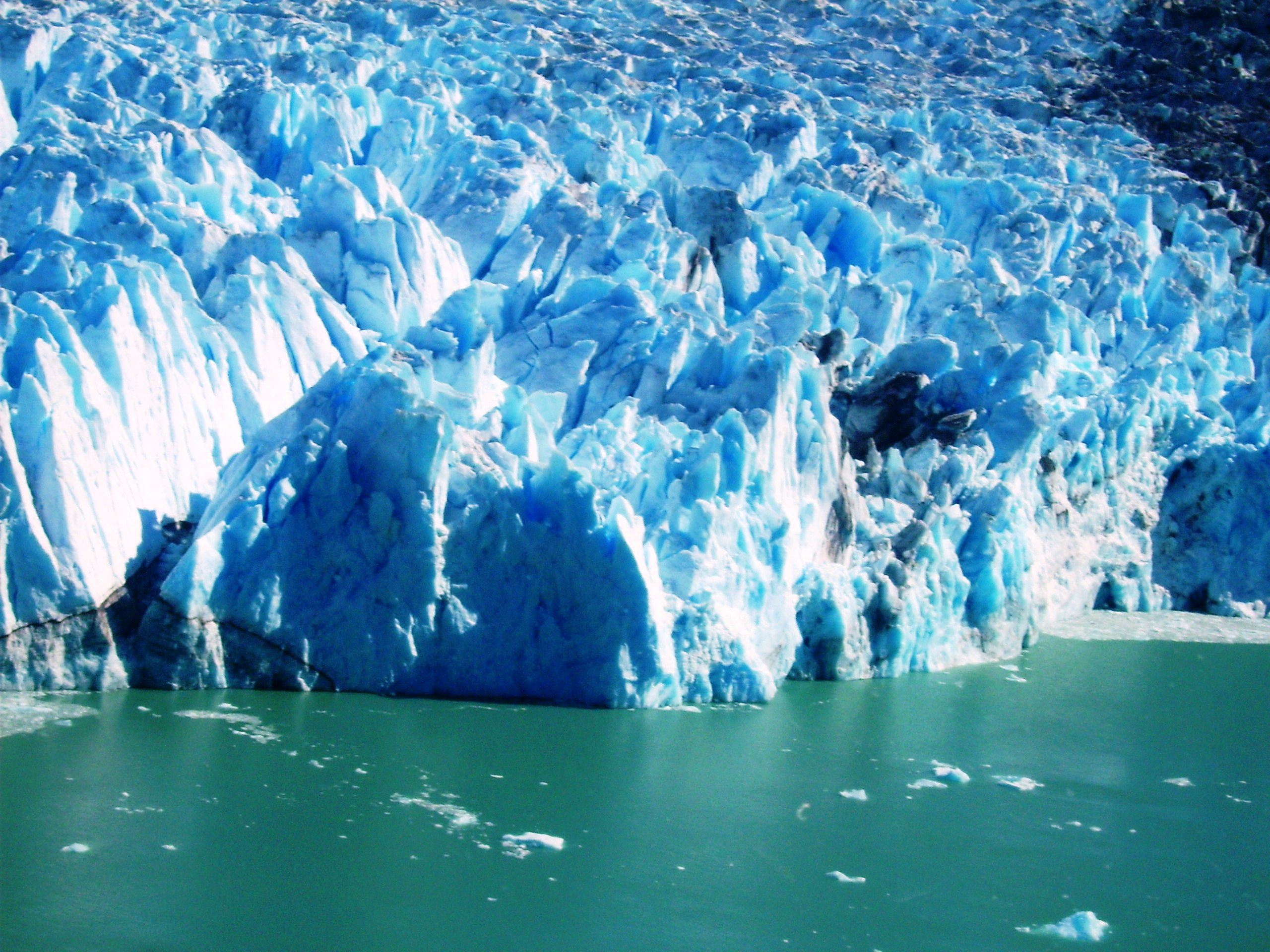
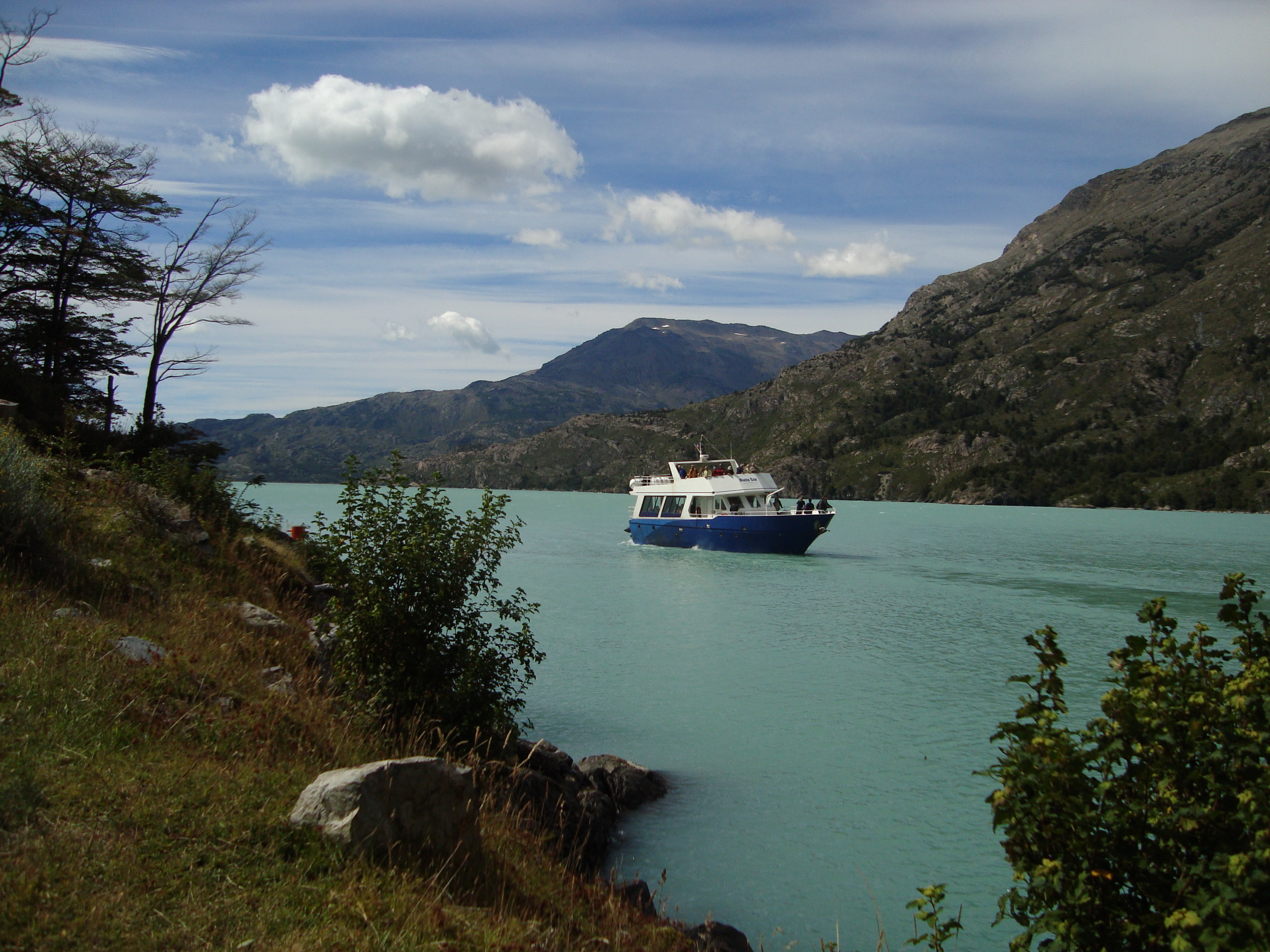
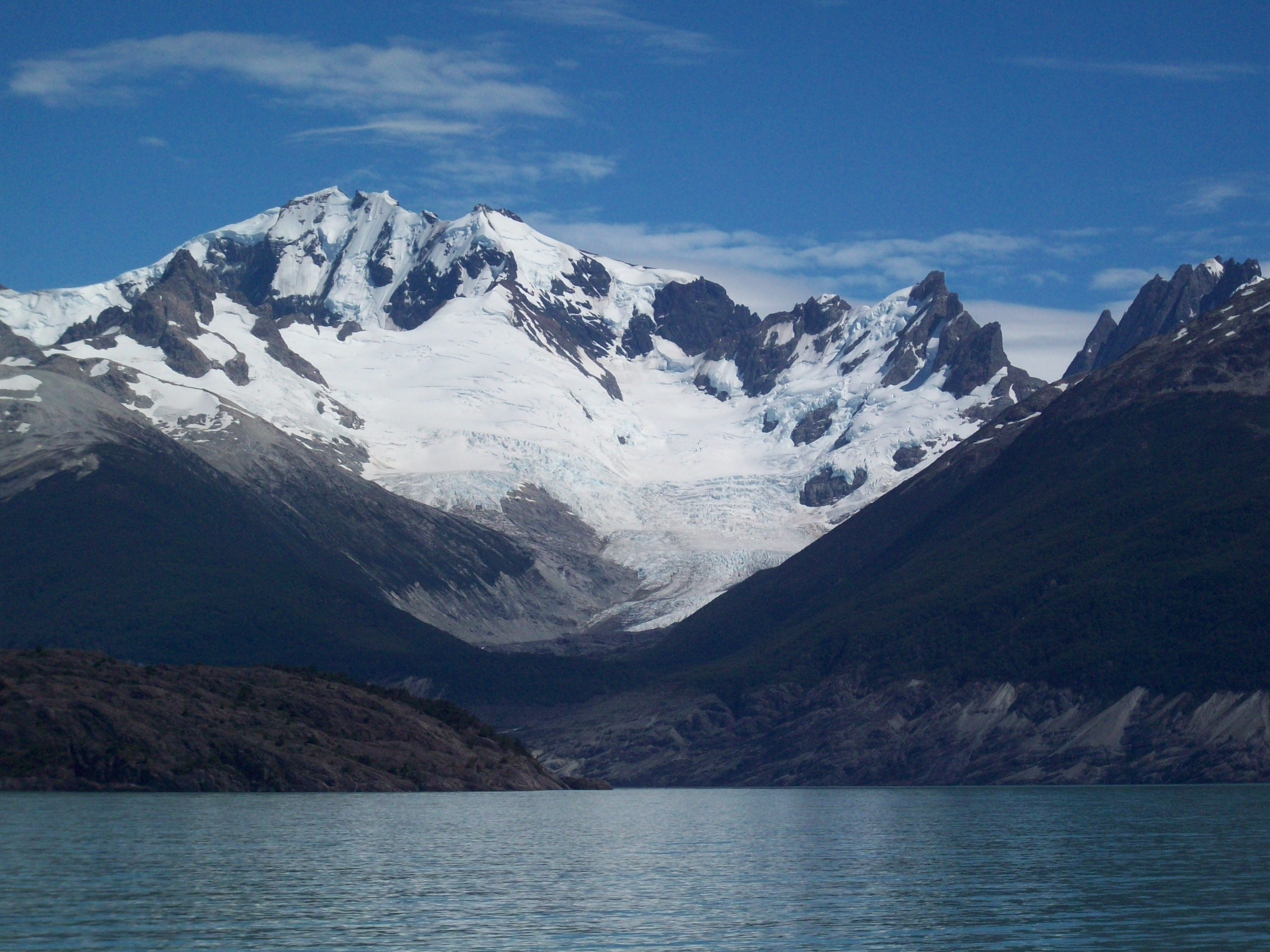